# Diaspora* (sociální síť)
Diaspora (stylizováno jako diaspora* a v minulosti také DIASPORA*) je nezisková, uživateli vlastněná, distribuovaná sociální síť založená na svobodném softwaru Diaspora. Diaspora se skládá ze skupiny nezávisle vlastněných uzlů (nazývaných lusky), které dohromady tvoří společnou síť. K březnu 2014 existovalo na síti diaspora* více než 1 milion účtů.
Sociální síť není ve vlastnictví jedné osoby nebo subjektu, to znesnadňuje inzerci a korporátní převzetí. V září 2011 vývojář uvedl, že „…náš distribuovaný design znamená, že žádné velké korporace nikdy nebudou ovládat Diasporu. Diaspora* nikdy nebude prodávat váš společenský život inzerentům, nebudete se muset zodpovídat něčím pravidlům a nikdo nebude skrytě „přes rameno“ sledovat průběh vaší komunikace.“
Vývoj softwaru Diaspora* spravuje Diaspora Foundation, která je součástí Free Software Support Network (FSSN). FSSN je zase provozováno Ebenem Moglenem a Software Freedom Law Center. FSSN působí jako zastřešující organizace pro rozvoj diaspora a spravuje značku diaspora*, finance a právní aktivity.

## Technologie
Sociální síť diaspora* je tvořena sítí uzlů, neboli lusků, hostovaných mnoha různými jednotlivci i institucemi. Každý uzel provozuje kopii softwaru Diaspora jednající jako osobní webový server. Uživatelé sítě mohou hostovat lusk na svém vlastním serveru nebo si vytvořit účet na jakémkoliv stávajícím lusku dle svého výběru, a z tohoto lusku může komunikovat s ostatními uživateli na všech ostatních luscích.
Instance Friendica jsou také součástí sociální sítě diaspora* přes Friendica Diaspora connector.

## Vlastnosti
Uživatelé diaspora* si ponechávají vlastnictví svých dat a nezříkají se svých vlastnických práv. Tento software je speciálně navržen tak, aby uživatelům umožnil stahovat všechny jejich obrázky a texty, které jimi byly kdykoli nahrány.
Software Diaspora umožňuje uživatelské příspěvky publikovat buď jako „veřejné“ nebo „omezené“. V druhém uvedeném případě, příspěvky mohou být přečteny pouze lidmi, přiřazenými k jedné ze skupin, nazývané aspekty, které uživatel vybral při zveřejnění. Je možné sledovat veřejné příspěvky jiného uživatele bez vzájemného „přidání do přátel“. Uživatelé si také mohou posílat soukromé zprávy, zvané Konverzace. Uživatel může filtrovat svůj proud novinek pomocí aspektů.
Vývojáři považují distribuovanou povahu sítě za stěžejní pro její design a úspěch:
| „ | Distribuovaný design Diaspora je toho obrovskou součástí. Stejně jako samotný internet, Diaspora* není umístěna na jednom místě, a není řízena jedním subjektem (včetně nás). Vytvořili jsme software, který umožňuje nastavit a spustit svoji vlastní sociální síť na svém vlastním „Lusku“ (nebo serveru) a připojit tuto síť k většímu ekosystém Diaspora*. Můžete mít svůj Lusk pro sebe, nebo jeden jen pro vás a vaše přátele, nebo svou rodinu, což vám dává kompletní vlastnictví a kontrolu nad svými osobními sociálních informacemi (včetně vaší totožnosti, vašich příspěvků, a vašich fotek) a jak je to všechno uloženo a sdíleno. Nebo se můžete jednoduše … zaregistrovat na jednom z otevřený lusků. | “ |

Distribuovaná konstrukce přitahovala členy militantní islamistické extremistické skupiny ISIS poté, co byly jejich propagandistické kampaně cenzurovány na Twitteru. Vývojáři diaspora* vydali prohlášení vyzývající uživatele k hlášení nevhodného obsahu, ale vzhledem k návrhu služby nebyli schopni blokovat obsah bez spolupráce administrátorů lusků.
Diaspora* byla výslovně uvedena americkým National Public Radio pro jeho politiku, která umožňuje použití pseudonymů, v kontrastu s jejím souputníkem Facebookem, který vyžaduje skutečná jména.
Příspěvky na diaspora* mohou obsahovat hashtagy a ‚zmínky‘ (symbol @ předcházející před uživatelským jménem). Uživatelé mohou do příspěvků nahrávat fotografie, a mohou formátovat text a odkazy s použitím Markdownu. Příspěvky mohou být přenášený do propojených účtů na Facebooku, Twitteru a Tumblr. Diaspora podporuje vkládání médií z YouTube, Vimeo a řady dalších míst, a také podporuje náhledy OpenGraph.